# 保加利亚号

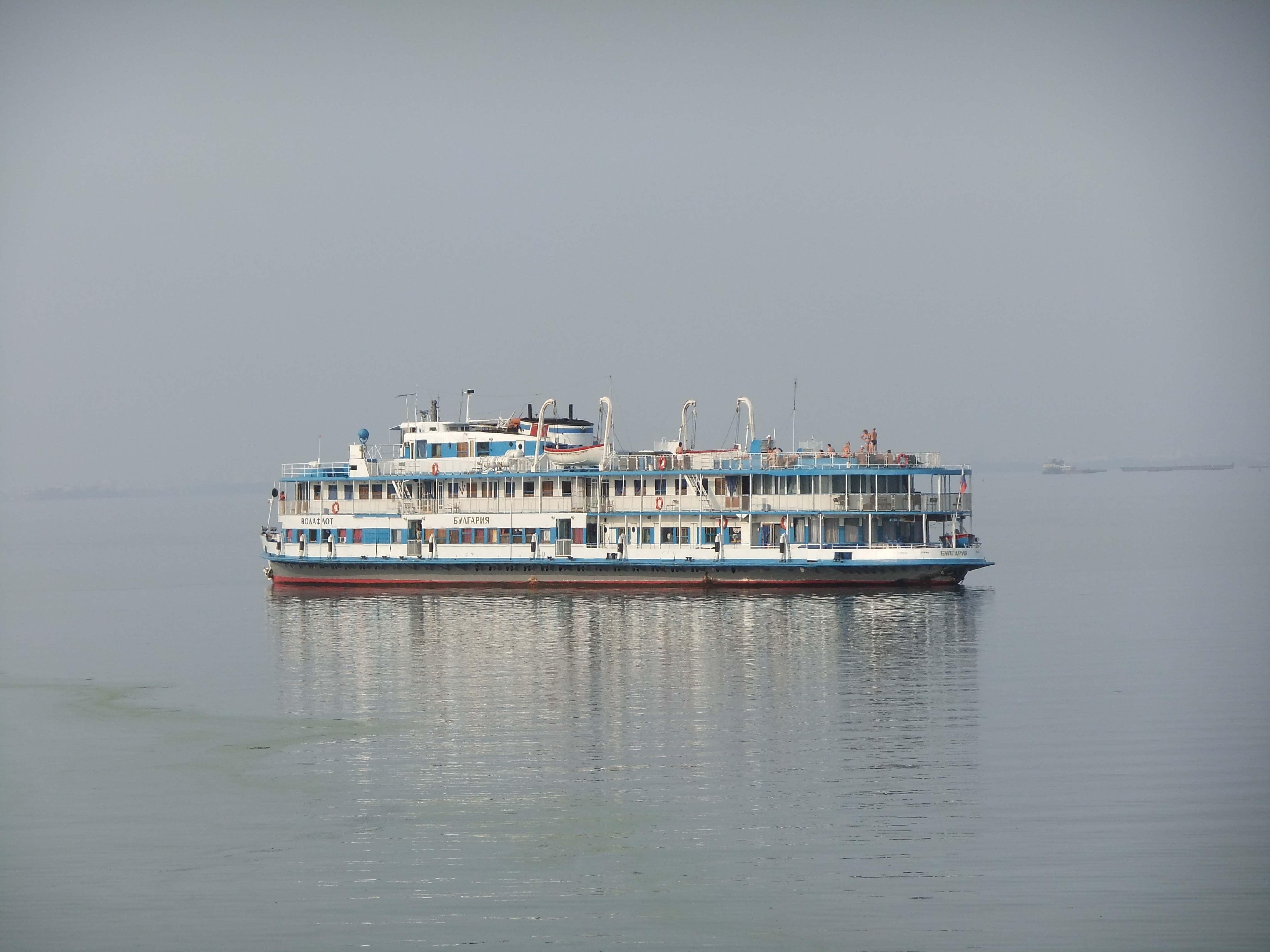
2010年的保加利亞號

保加利亚号（羅馬化：Bulgariya）又稱布尔加号，是一艘785/OL800级（斯洛伐克）苏联/俄罗斯内河邮轮，该船在伏尔加河-顿河流域航行。2011年7月10日，保加利亚号在伏尔加河的古比雪夫水库靠近俄罗斯鞑靼斯坦卡姆斯科耶烏斯季耶區休克耶沃处沉没，当时船上共有208人，正在从博爾加爾驶往鞑靼斯坦共和国首都喀山。这次灾难导致至少122人死亡。
“保加利亚号”的沉没是俄罗斯联邦最惨重的一次非军用船舶事故。包括前苏联民用船难事故在内，上一次最惨重的人员伤亡事故发生在1986年，当时“纳希莫夫上将号”撞入一艘货轮，导致423人死亡。

## 沉没

### 伤亡
| 国籍       | 死亡 | 受伤 |
| ---------- | ---- | ---- |
| 俄罗斯人   | 120  | 13   |
| 白俄罗斯人 | 2    | 1    |
| 總計       | 122  | 14   |

### 政府反应
保加利亚号沉没后，俄罗斯总统梅德韦杰夫7月11日下令在俄罗斯全国全面检查各种民用交通工具，还宣布7月12日为全国哀悼日。

## 邮轮
保加利亚号於1955年在捷克斯洛伐克科马尔诺的Slovenské Lodenice造船厂下水，当时名为“乌克兰号”，2010年2月改名根据伏尔加保加利亚改名为“保加利亚号”。